# Jake 2.0
Jake 2.0 ist eine von 2003 bis 2004 erstausgestrahlte, US-amerikanische Science-Fiction-Fernsehserie von UPN mit Christopher Gorham in der Titelrolle. In Deutschland wurde die Serie von Januar bis April 2006 auf Pro Sieben gesendet.

## Handlung
Die Serie handelt von Jake Foley, einem IT-Freak der National Security Agency, der bei einem Laborunfall mit Nanotechnologie infiziert wurde. Fortan verleihen ihm die mikroskopisch kleinen „Nanomeds“ übermenschliche Kräfte, und er wird unter Leitung von Louise Beckett zum Top-Agenten ausgebildet. Im Mittelpunkt stehen neben Jakes oft lebensgefährlichen Einsätzen vor allem die Auswirkung der Infektion auf sein Umfeld und Privatleben.

## Episodenliste
| Nr. | Deutscher Titel              | Originaltitel                   | Erstausstrahlung USA | Deutschsprachige Erstausstrahlung (D) | Regie            | Drehbuch                       |
| --- | ---------------------------- | ------------------------------- | -------------------- | ------------------------------------- | ---------------- | ------------------------------ |
| 1   | Geburt eines Helden          | The Tech (Pilotfilm)            | 10. Sep. 2003        | 8. Jan. 2006                          | Robert Lieberman | Silvio Horta                   |
| 2   | Erste Schritte               | Training Day                    | 17. Sep. 2003        | 15. Jan. 2006                         | David Greenwalt  | David Greenwalt, Grant Scharbo |
| 3   | Die China-Connection         | Cater Waiter                    | 24. Sep. 2003        | 22. Jan. 2006                         | Harry Winer      | Silvio Horta                   |
| 4   | Die Waffen und das Mädchen   | Arms and the Girl               | 1. Okt. 2003         | 29. Jan. 2006                         | Milan Cheylov    | Mark Wilding                   |
| 5   | Die Akte Dumont              | The Good, The Bad and the Geeky | 8. Okt. 2003         | 5. Feb. 2006                          | David Barrett    | Javier Grillo-Marxuach         |
| 6   | Der Feind in meinem Körper   | Last Man Standing               | 15. Okt. 2003        | 12. Feb. 2006                         | David Barrett    | Grant Scharbo, Gina Matthews   |
| 7   | Jerry 2.0                    | Jerry 2.0                       | 22. Okt. 2003        | 19. Feb. 2006                         | Leslie Libman    | Dave Johnson                   |
| 8   | Der Mittelsmann              | The Middleman                   | 5. Nov. 2003         | 26. Feb. 2006                         | Michael Grossman | Jesse Stern                    |
| 9   | Whiskey – Tango – Foxtrot    | Whiskey – Tango – Foxtrot       | 12. Nov. 2003        | 5. März 2006                          | Allan Kroeker    | Javier Grillo-Marxuach         |
| 10  | Der Spion, der mich mochte   | The Spy Who Really Liked Me     | 19. Nov. 2003        | 12. März 2006                         | David Straiton   | Silvio Horta                   |
| 11  | Der Prinz und die Revolution | Prince and the Revolution       | 10. Dez. 2003        | 18. März 2006                         | Jorge Montesi    | Dave Johnson                   |
| 12  | Der Doppelagent              | Double Agent                    | 17. Dez. 2003        | 25. März 2006                         | David Barrett    | David Greenwalt, Silvio Horta  |
| 13  | Blackout                     | Blackout                        | 16. Jan. 2004        | 1. Apr. 2006                          | Milan Cheylov    | Jesse Stern                    |
| 14  | Schnappt Foley               | Get Foley                       | 23. Jan. 2004        | 8. Apr. 2006                          | Adam Davidson    | Javier Grillo-Marxuach         |
| 16  | Upgrade                      | Upgrade                         | 6. Feb. 2004         | 22. Apr. 2006                         | Steve Miner      | David Greenwalt                |

## Ausstrahlung in Deutschland
Anfangs wurde die Serie sonntags gegen 15:00 Uhr auf ProSieben ausgestrahlt. Ab dem 18. März 2006 wurde sie samstags in den frühen Morgenstunden gesendet.

## Synchronsprecher
Die Synchronisation der Serie wurde bei der Scalamedia GmbH, München erstellt.
| Schauspieler        | Rollenname    | Synchronsprecher |
| ------------------- | ------------- | ---------------- |
| Christopher Gorham  | Jake Foley    | Johannes Raspe   |
| Judith Scott        | Lou Beckett   | Sandra Schwittau |
| Keegan Connor Tracy | Diane Hughes  | Solveig Duda     |
| Marina Black        | Sarah Heywood | Sarah Carter     |

## Kritiken
- „In dieser kurzlebigen – UPN zeigte nur 12 Folgen, insgesamt gibt es 16 – amerikanischen Sci-Fi-Serie geht es um Jake Foley, der durch einen Unfall übermenschliche Fähigkeiten bekommt und fortan von der National Security Agency eingesetzt wird. ‚Jake 2.0‘ ist nur schwer erträglich. Die Story bietet keine Überraschungen und Hauptdarsteller Christopher Gorham nervt extrem. Schwaches Fernsehen.“ – Jens Schröder[3]
- „Die Geschichte beginnt zwar etwas schleppend, aber im Nachhinein geben die zuvor aufgeführten Informationen, die erst als unwichtig eingestuft werden können, der Serie erst einen Sinn. Die Mischung aus Spannung, Humor und Geschichte ist sehr gut abgestimmt. Doch sind die ewigen Superhelden-Geschichten nichts für Jedermann.“ – Fabian Böhme[4]

## Auszeichnungen
Keegan Connor Tracy wurde 2005 für ihre schauspielerische Leistung im Rahmen der Leo Awards in der Kategorie Dramatic Series: Best Lead Performance by a Female nominiert.

## Wissenswertes
- Da Jake 2.0 in den USA nur sehr niedrige Einschaltquoten erhielt, wurde die Serie nach 16 Episoden eingestellt.
- In der Episode „Die Akte Dumont“ befindet sich einer der Unterschlüpfe in der two twenty-one B BakkerStrasse – eine Anspielung auf den Wohnsitz des Meisterdetektivs Sherlock Holmes.